# Rush Hour (film, 1941)
Pour plus de détails, voir Fiche technique et Distribution.

Rush Hour est un court-métrage britannique réalisé par Anthony Asquith, sorti en 1941.

## Fiche technique
- Réalisateur : Anthony Asquith
- Scénario : Rodney Ackland (en) et Arthur Boys
- Production : Twentieth Century-Fox et British Ministry of Information
- Producteur : Edward Black
- Pays d'origine : Royaume-Uni
- Directeur de la photographie : Arthur Crabtree
- Format : Noir et blanc
- Genre : Guerre
- Durée : 5 minutes

## Distribution
- Muriel George
- David Keir
- Hay Petrie
- Joan Sterndale-Bennett
- Beatrice Varley